# Giro delle Marche 1970
Il Giro delle Marche 1970, terza edizione della corsa, si svolse il 12 maggio 1970 su un percorso di 180 km. La vittoria fu appannaggio dell'italiano Italo Zilioli, che completò il percorso in 4h37'00", precedendo il connazionale Enrico Paolini e il danese Ole Ritter.
I corridori che tagliarono il traguardo furono 79.

## Ordine d'arrivo (Top 10)
| Pos. | Corridore          | Squadra        | Tempo    |
| ---- | ------------------ | -------------- | -------- |
| 1    | Italo Zilioli      | Faemino-Faema  | 4h37'00" |
| 2    | Enrico Paolini     | Scic           | a 10"    |
| 3    | Ole Ritter         | Germanvox-Wega | s.t.     |
| 4    | Giancarlo Polidori | Scic           | a 15"    |
| 5    | Vittorio Urbani    | Filotex        | s.t.     |
| 6    | Franco Mori        | Molteni        | a 25"    |
| 7    | Giuseppe Rosolen   | Filotex        | a 40"    |
| 8    | Romano Tumellero   | Ferretti       | a 1'25"  |
| 9    | Attilio Benfatto   | Scic           | a 3'03"  |
| 10   | Angelo Bassini     | Germanvox-Wega | s.t.     |